# Bloqueo auriculoventricular de primer grado
El bloqueo auriculoventricular de primer grado (abreviado bloqueo AV de primer grado) es un trastorno cardíaco en la que la señal eléctrica hacia las cámaras superiores e inferiores del corazón se retrasa pero no se interrumpe. Generalmente no produce síntomas. En raras ocasiones puede haber dificultad para respirar, fatiga y mareo. Las complicaciones pueden incluir fibrilación auricular o progresión a bloqueo AV de segundo o tercer grado.
El bloque AV de primer grado ocurre con normalidad en personas jóvenes y deportistas. Otras causas incluyen un ataque cardíaco, miocarditis, niveles altos de potasio en sangre y ciertos medicamentos como betabloqueantes, bloqueadores de los canales de calcio y digoxina. El diagnóstico se realiza mediante un electrocardiograma (ECG) que muestra un intervalo PR de más de 200 milisegundos sin latidos perdidos. La condición se considera "marcada" si es mayor a 300 milisegundos. Es un tipo de bloqueo auriculoventricular.
Generalmente no se requiere un tratamiento específico. Se pueden suspender los medicamentos que pueden empeorar la afección. En raras ocasiones, en aquellos pacientes con enfermedad y síntomas marcados se puede colocar un marcapasos. En los jóvenes, los episodios breves de bloqueo AV de primer grado y los problemas comunes aunque persistentes afectan a menos del 1%. Se vuelve más común con la edad y afecta aproximadamente al 5% de las personas mayores de 50 años. Los varones son más comúnmente afectados que las mujeres.